# 约翰尼·阿利代
约翰尼·阿利代（法語：Johnny Hallyday，1943年6月15日—2017年12月6日），為法國歌手及演員，在法語世界裡，因為他鮮明的搖滾形象，使他從歌唱生涯一開始就被許多人視為法國貓王，自1959年出道至今已縱橫法國樂壇超過半世紀，共完成100場巡迴演出、40張金唱片、22張白金唱片、並擁有全球唱片銷售量超過一億張以上的成績，同時也是法國搖滾巨星之一。